# 1830m
1830m – drugi oryginalny album japońskiego zespołu AKB48, wydany w Japonii 15 sierpnia 2012 roku przez You! Be Cool.
Album został wydany w dwóch edycjach: regularnej (2CD+DVD) oraz limitowanej „teatralnej” (2CD). Album osiągnął 1 pozycję w rankingu Oricon i pozostał na liście przez 29 tygodni, sprzedał się w nakładzie 1 042 879 egzemplarzy. Zdobył status płyty Milion.

## Lista utworów
Wszystkie utwory zostały napisane przez Yasushiego Akimoto.
| CD1 |                                                                                       | |                    |                                   |      |
| Nr  | Tytuł                                                                                 | Wykonawca | Kompozycja         | Aranżacja                         | Czas |
| 1.  | „First Rabbit” (jap. ファースト・ラビット Fāsto Rabitto)                              | Haruna Kojima, Mariko Shinoda, Aki Takajō, Minami Takahashi, Atsuko Maeda, Tomomi Itano, Yūko Ōshima, Minami Minegishi, Yui Yokoyama, Yuki Kashiwagi, Rie Kitahara, Mayu Watanabe, Mina Ōba, Haruka Shimazaki, Suzuran Yamauchi, Rino Sashihara          | Keigo Yō           | Keigo Yō                          | 4:49 |
| 2.  | „Ōgon Center” (jap. 黄金センター)                                                     | Team Kenkyūsei | Takehiko Ida       | Yūichi "Masa" Nonaka              | 3:50 |
| 3.  | „Miniskirt no yōsei” (jap. ミニスカートの妖精)                                        | Rina Izuta, Erena Saeed Yokota, Rina Hirata | Takafumi Fujino    | Nao Harada                        | 3:59 |
| 4.  | „Ue kara Mariko” (jap. 上からマリコ)                                                  | | Masahiro Kawaura   | Ikuta Machine                     | 4:39 |
| 5.  | „Anti” (jap. アンチ)                                                                  | Team Kenkyūsei | Tadashi Tsukida    | Tadashi Tsukida                   | 4:11 |
| 6.  | „Lemon no toshigoro” (jap. 檸檬の年頃)                                                | Marina Kobayashi, Wakana Natori, Yukari Sasaki, Tomu Mutō | Shinya Sumida      | Yūichi "Masa" Nonaka              | 4:00 |
| 7.  | „Ren'ai sōsenkyo” (jap. 恋愛総選挙)                                                   | YM7 (Aki Takajō, Tomomi Kasai, Mika Komori, Sumire Satō, Miho Miyazaki, Miyu Takeuchi, Rino Sashihara) | Tomoyoshi Hirano   | Nao Harada                        | 3:32 |
| 8.  | „Yasai uranai” (jap. 野菜占い)                                                        | Yasai Sisters | TANATONOTE         | Seiji Mutō                        | 3:51 |
| 9.  | „Everyday, Katyusha” (jap. Everyday、カチューシャ)                                    | | Yoshimasa Inoue    | Yoshimasa Inoue                   | 5:14 |
| 10. | „Hashire! Penguin” (jap. 走れ!ペンギン)                                               | Ōba Team 4 | Tetsurō Oda        | Yūichi "Masa" Nonaka              | 4:04 |
| 11. | „Romance kakurenbo” (jap. ロマンスかくれんぼ)                                         | Miyū Ōmori | Jun Satō           | Yūichi "Masa" Nonaka              | 3:25 |
| 12. | „Tsubomitachi” (jap. 蕾たち)                                                          | Team 4 + Kenkyūsei | Shintarō Itō       | Yūichi "Masa" Nonaka              | 3:43 |
| 13. | „Jung ya Freud no baai” (jap. ユングやフロイトの場合)                                 | Special Girls C | Yasuo Sakai        | Yūichi "Masa" Nonaka              | 4:29 |
| 14. | „Flying Get” (jap. フライングゲット)                                                  | |                    |                                   | 4:16 |
| 15. | „Kaze wa fuiteiru” (jap. 風は吹いている)                                              | |                    |                                   | 3:42 |
| 16. | „Sakura no ki ni narō” (jap. 桜の木になろう)                                          | |                    |                                   | 5:31 |
| 17. | „GIVE ME FIVE!”                                                                       | |                    |                                   | 5:00 |
| CD2 |                                                                                       | |                    |                                   |      |
| Nr  | Tytuł                                                                                 | Wykonawca | Kompozycja         | Aranżacja                         | Czas |
| 1.  | „Hate”                                                                                | Team A | Makoto Ogata       | Makoto Wakatabe                   | 3:06 |
| 2.  | „Plastic no kuchibiru” (jap. プラスティックの唇)                                      | Mariko Shinoda | Kōhei Tsunami      | Kōhei Tsunami                     | 4:10 |
| 3.  | „Omoide no hotondo” (jap. 思い出のほとんど)                                           | Minami Takahashi, Atsuko Maeda | Shinya Sumida      | Daisuke Kahara                    | 6:43 |
| 4.  | „Iede no yoru” (jap. 家出の夜)                                                        | Team K | Akira Awazu        | Yūichi "Masa" Nonaka              | 4:51 |
| 5.  | „Scandalous ni ikō” (jap. スキャンダラスに行こう)                                     | Haruna Kojima, Yūko Ōshima | Sungho             | Sungho                            | 3:24 |
| 6.  | „No Count” (jap. ノーカン Nō Kan)                                                     | Team B | Katsuhiko Sugiyama | Katsuhiko Sugiyama, Tatsurō Ariki | 4:20 |
| 7.  | „Avogado ja nē shi...” (jap. アボガドじゃね〜し･･･)                                   | Mayu Watanabe, Rino Sashihara | Kazunori Watanabe  | Seiji Mutō                        | 4:00 |
| 8.  | „Chokkaku Sunshine” (jap. 直角Sunshine)                                               | Team 4 | Yasuaki Moritani   | Yūsuke Itagaki                    | 3:59 |
| 9.  | „Bokutachi wa ima hanashiaubeki nanda” (jap. 僕たちは 今 話し合うべきなんだ)          | Tomomi Itano, Yuki Kashiwagi | Katsuhiko Sugiyama | Katsuhiko Sugiyama                | 4:24 |
| 10. | „Sakuranbo to kodoku” (jap. さくらんぼと孤独)                                         | Kenkyūsei | Hana Nishimura     | Takashi Asano                     | 4:40 |
| 11. | „Daiji na jikan” (jap. 大事な時間)                                                    | | Makoto Wakatabe    | Makoto Wakatabe                   | 3:57 |
| 12. | „Itsuka mita umi no soko” (jap. いつか見た海の底)                                     | Up-and-coming Girls (Mayu Watanabe, Anna Iriyama, Rena Katō, Rina Kawaei, Haruka Shimazaki, Ryōka Ōshima, Yuria Kizaki, Jurina Matsui, Kumi Yagami, Kanon Kimoto, Nana Yamada, Miyuki Watanabe, Eriko Jō, Haruka Kodama, Yūko Sugamoto, Sakura Miyawaki) | Masazumi Ozawa     | Masazumi Ozawa                    | 3:56 |
| 13. | „Gu~ gu~ onaka” (jap. ぐ〜ぐ〜おなか)                                                 | | Ai Fujimoto        | Seiji Mutō                        | 4:01 |
| 14. | „Yasashisa no chizu” (jap. やさしさの地図)                                            | | Katsuhiko Sugiyama | Katsuhiko Sugiyama                | 4:26 |
| 15. | „Itterasshai” (jap. 行ってらっしゃい)                                                 | | Katsuhiko Sugiyama | Yūichi "Masa" Nonaka              | 5:27 |
| 16. | „Aozora yo sabishikunai ka?” (jap. 青空よ 寂しくないか?)                              | AKB48+SKE48+NMB48+HKT48 | Ritsuko Miyajima   | Yūichi "Masa" Nonaka              | 4:51 |
| 17. | „Sakura no hanabira ~Atsuko Maeda solo ver.~” (jap. 桜の花びら〜前田敦子 solo ver.〜) | Atsuko Maeda | Hiroshi Uesugi     | Yūichi "Masa" Nonaka              | 5:24 |

## Notowania
| Lista                     | Pozycja |
| ------------------------- | ------- |
| Oricon Weekly Album Chart | 1       |
| Oricon Yearly Album Chart | 3       |